# إعانة الإعاقة (المملكة المتحدة)
إعانة العيش مع الإعاقة (بالإنجليزية: Disability Living Allowance)‏ وتُعرف اختصارًا بـ DLA، هي رعاية اجتماعية في المملكة المتحدة تُدفع للمستحقين الذين لديهم احتياجات شخصية أو تنقل نتيجة للإعاقة العقلية أو الجسدية. هي إعانة معفاة من الضرائب، غير مشروطة بالموارد المالية، وغير تساهمية. تم تأسيس الإعانة بموجب قانون مساهمات واستحقاقات الضمان الاجتماعي لعام 1992، الذي دمج الإعانات السابقة إعانة التنقل وإعانة الحضور وأدخل معدلات إضافية أقل للإعانة. قبل عام 2013، كان يمكن المطالبة بها من قبل المقيمين في المملكة المتحدة الذين تقل أعمارهم عن 65 عامًا. ومع ذلك، تم التخلص تدريجيًا من الإعانة للغالبية العظمى من المطالبين بين عامي 2013 و2015، وتم استبدالها بإعانة الاستقلال الشخصي الجديدة. يمكن للأطفال دون سن 16 المطالبة بـ DLA ويمكن للمطالبين الحاليين الذين كانوا في سن 65 أو أكثر في 8 أبريل 2013 الاستمرار في تلقيها.

## الأهلية
تقتصر إعانة DLA على الأشخاص الذين ينتمون إلى جميع الفئات التالية:
- يجب أن يكونوا عادة مقيمين وحاضرين في المملكة المتحدة
- يجب أن يستوفوا قواعد السن: يمكن تقديم مطالبات DLA الجديدة فقط إذا كان المطالب أقل من 16 عامًا؛ ومع ذلك، يمكن للمطالبين الحاليين الاستمرار في المطالبة بـ DLA إذا وُلدوا في 8 أبريل 1948 أو قبلها.[2]
- يجب ألا يعيشوا في أنواع معينة من الإقامة السكنية
- يجب أن يكون لديهم إعاقة لمدة لا تقل عن ثلاثة أشهر، ويتوقع أن تستمر لمدة ستة أشهر أخرى على الأقل
- يجب أن يكون لديهم احتياجات رعاية و/أو تنقل.

عادةً، لكي يتأهل الطفل للحصول على إعانة العيش مع الإعاقة يجب أن:
- يكون تحت سن الستة عشر
- يحتاج إلى رعاية إضافية أو يعاني من صعوبة في المشي
- يكون في بريطانيا العظمى، أو أي دولة أخرى من المنطقة الاقتصادية الأوروبية (EEA) أو سويسرا عند تقديم المطالبة - هناك بعض الاستثناءات، مثل أفراد عائلات القوات المسلحة
- يكون مقيمًا بشكل اعتيادي في المملكة المتحدة أو أيرلندا أو جزيرة مان أو جزر القنال
- لا يخضع للرقابة على الهجرة
- عاش في بريطانيا العظمى لمدة سنتين من آخر ثلاث سنوات، إذا كان عمره أكثر من 3 سنوات

الأطفال تحت سن ثلاث سنوات:
- يجب أن يكون الطفل تحت ستة أشهر قد عاش في بريطانيا العظمى لمدة لا تقل عن ثلاثة عشر أسبوعًا.
- يجب أن يكون الطفل بين ستة أشهر وثلاث سنوات قد عاش في بريطانيا العظمى لمدة لا تقل عن ستة وعشرين من آخر 156 أسبوعًا.[3]

يمكن للأفراد التأهل لـ DLA سواء كانوا يعملون أم لا. لا تؤثر الأرباح على مقدار DLA الذي يتم استلامه. الأشخاص الذين يعانون من مرض عضال يتأهلون عادةً للحصول على أعلى معدل من مكون الرعاية في DLA تحت ما يُسمى "القواعد الخاصة".

## مكون الرعاية
يتم دفع مكون الرعاية في DLA بإحدى ثلاث معدلات: أدنى، متوسط وأعلى. اعتبارًا من أبريل 2021، تكون المعدلات:
| مكون الرعاية | المعدل الأسبوعي |
| ------------ | --------------- |
| أعلى معدل    | £89.60          |
| معدل متوسط   | £60.00          |
| أدنى معدل    | £23.70          |

### أهلية المعدل الأدنى
يحق للأفراد الحصول على أدنى معدل من مكون الرعاية إذا كانت إعاقتهم تعني أنهم:
- يحتاجون إلى شخص آخر لتقديم الرعاية لهم فيما يتعلق بوظائفهم الجسدية لمدة كبيرة من اليوم خلال فترة واحدة أو عدة فترات؛ أو
- لا يستطيعون تحضير وجبة رئيسية مطبوخة لأنفسهم بشرط أن يكون لديهم جميع المكونات وكانوا في سن 16 أو أكثر.

### أهلية المعدل المتوسط
يحق للأفراد الحصول على المعدل المتوسط من مكون الرعاية إذا كانت إعاقتهم تعني أنهم:
- يحتاجون إلى شخص آخر لتقديم الرعاية المتكررة لهم طوال اليوم فيما يتعلق بوظائفهم الجسدية؛ أو
- يحتاجون إلى رعاية طويلة أو متكررة خلال الليل فيما يتعلق بوظائفهم الجسدية؛ أو
- يحتاجون إلى إشراف مستمر طوال اليوم لتجنب خطر كبير لأنفسهم أو للآخرين؛ أو
- يحتاجون إلى شخص آخر للبقاء مستيقظًا لفترة طويلة أو في فترات متكررة خلال الليل، بهدف مراقبتهم لتجنب خطر كبير لأنفسهم أو للآخرين.

### أهلية المعدل الأعلى
يحق للأفراد الحصول على أعلى معدل من مكون الرعاية إذا استوفوا أحد شروط النهار وأحد شروط الليل للمعدل المتوسط.

## مكون التنقل
يتم دفع مكون التنقل في DLA بإحدى المعدلات التالية: أدنى وأعلى. اعتبارًا من أبريل 2021، تكون المعدلات:
| مكون التنقل   | المعدل الأسبوعي |
| ------------- | --------------- |
| المعدل الأعلى | £62.55          |
| المعدل الأدنى | £23.70          |

### أهلية المعدل الأدنى
يحق للأفراد الحصول على المعدل الأدنى من مكون التنقل إذا، بسبب إعاقة عقلية أو جسدية، لا يستطيعون المشي في الخارج في طريق غير مألوف دون إرشاد أو إشراف من شخص آخر معظم الوقت.

### أهلية المعدل الأعلى
يحق للأفراد الحصول على المعدل الأعلى من مكون التنقل إذا:
- كانوا يعانون من إعاقة جسدية، وبالتالي لا يستطيعون المشي أو يكادون لا يستطيعون المشي؛ أو
- كانوا يعانون من إعاقة جسدية، وأن الجهد المطلوب للمشي سيعرض حياتهم أو صحتهم للخطر؛ أو
- فقدوا الساقين فوق الكاحل أو وُلدوا بدون ساقين أو قدمين؛ أو كانوا عميانًا وصمًا ويحتاجون إلى شخص معهم في الخارج.
- يعانون من إعاقة عقلية شديدة و/أو لديهم مشاكل سلوكية شديدة ويتلقون أعلى معدل من مكون الرعاية.[4]

تُبنى الإعانات التنقلية (عادةً باستخدام مخطط التنقل) لتوفير المساعدة للأشخاص ذوي الإعاقة باستخدام الأجهزة الميكانيكية الخاصة بالتنقل مثل الكراسي المتحركة والدراجات البخارية أو السيارات.

## وصلات خارجية
- تقرير خاص من صحيفة الغارديان - المزايا الحكومية